# 彼得保罗主教座堂

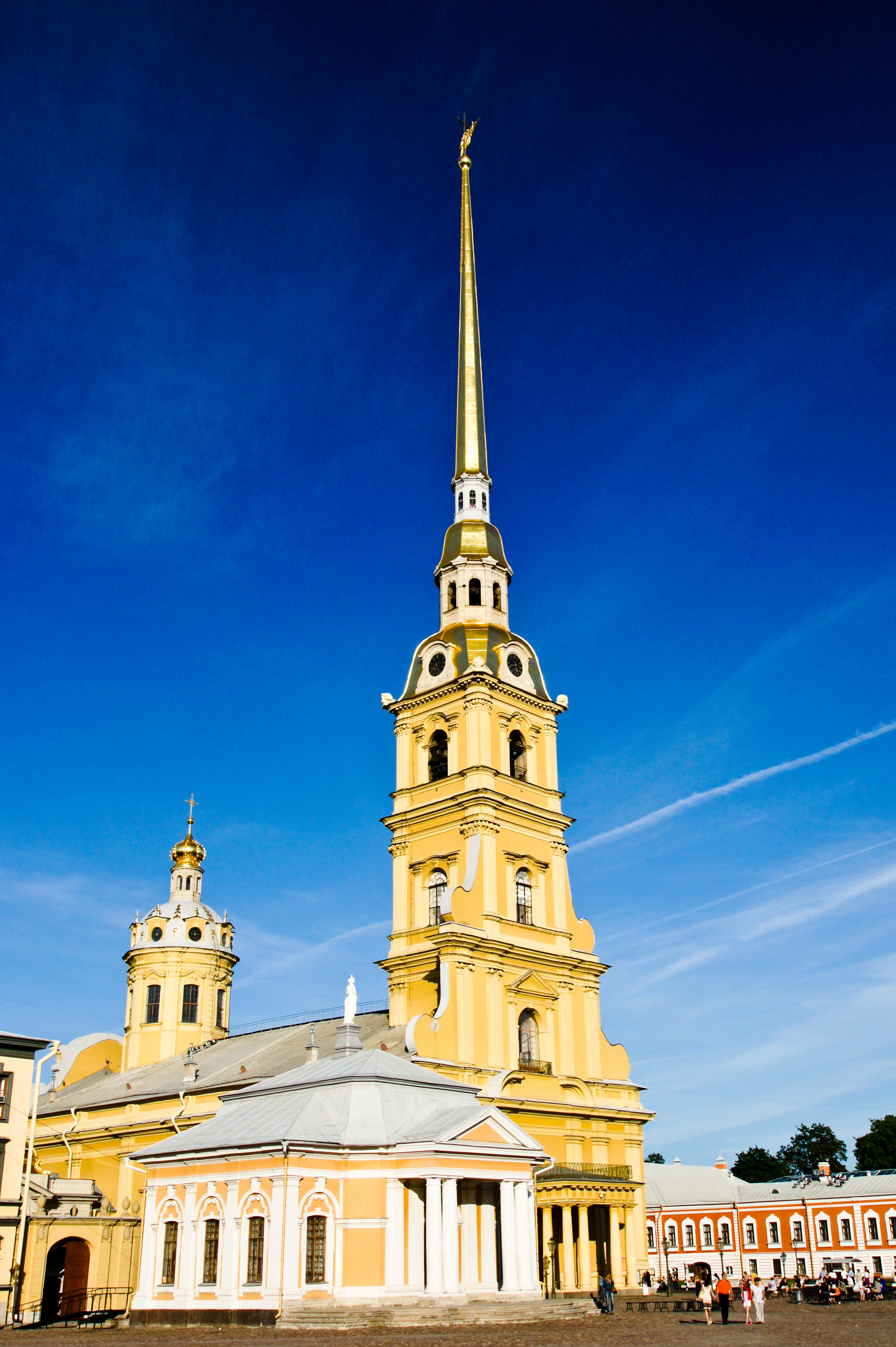
彼得保罗大教堂

彼得保罗大教堂（俄语：Петропавловский собор）是位于俄罗斯圣彼得堡的東正教堂，地處彼得保罗要塞，供奉要塞的主保圣人使徒彼得和保罗。
彼得-保罗要塞最初由彼得大帝下令建造于1712年到1733年，是圣彼得堡最古老的地标，位于涅瓦河的兔子岛，以防止可能来自瑞典的攻击。  
彼得大帝建城后不久就兴建了这个地点上的第一座教堂，祝圣于1704年4月。随后在1712年到1733年重新兴建圣彼得堡的第一座石砌教堂，即目前的大教堂。其金色的尖顶高达404英尺，顶部是手持十字架的天使，成为圣彼得堡的重要象征。 
大教堂于1919年被关闭，于1924年改为博物馆。它目前仍然是正式的博物馆，但是自2000年起已经恢复了宗教仪式。  
大教堂内保存了从彼得大帝到尼古拉二世的几乎所有的俄罗斯沙皇和皇后的遗骸，尼古拉二世一家于1998年7月安葬于此。（只有彼得二世和伊凡六世没有埋葬在这里，彼得二世安葬在克林姆林宫的天使长米迦勒大教堂）。 
2006年9月28日，亚历山大三世的皇后，末代沙皇尼古拉二世的母亲玛丽亚·费奥多萝芙娜，在去世78年以后，从丹麦罗斯基勒大教堂迁葬彼得保罗大教堂。
该堂在1859年以前是该市的主教座堂，此后改为圣以撒大教堂。目前的主教座堂是喀山大教堂。